# Каноникал
Каноникал (енгл. Canonical Ltd.) је приватна компанија коју је отворио и коју финансира јужноафрички бизнисмен Марк Шатлворт за промоцију пројеката слободног софтвера. Каноникал је регистрован на Острву Мен, где се налази и седиште компаније, а запошљавају раднике широм света.

## Софтверски пројекти отвореног кода које спонзорише Каноникал
- Убунту, Дебијан — базирана Линукс дистрибуција;
- варијанте Убунту дистрибуције Кубунту (Убунту са КДЕ графичким окружењем), Ксубунту (Xfce верзија Убунту-а) и Едубунту (фокусирана на школе).
- Базар, децентрализовани систем контроле ревизија.
- , колекција квалитетног слободног и софтвера отвореног кода. Програми могу се покретати и на Microsoft Windowsу и покривају најчешће задатке.

## Промотивни пројекти отвореног кода које спонзорише Каноникал
- Дан слободе софтвера
- Go Open Source, јужноафричка кампања стварања свесности и образовања о софтверу отвореног кода. То је важно, након што је свест о ОСС-у креирана, да заинтересовани појединци имају могућност добијања приступа софтверу и сервисима, и да имају приступ додатним ресурсима за подршку и тренирање.
- Лига Гик Слободе, јужноафрички пројект дизајниран да споји све најбоље из опен соурце света и огромну заједницу људи који имају за циљ да доведу што више нових људи да користе опен соурс софтвер. Свако с могућностима и жељом може се пријавити и добити све потребне материјале. Људи ће моћи водити евиденцију о догађајима и пратити свој напредак.[2]